# Miroslav Řihošek (hudebník)
Miroslav „Mirek“ Řihošek (* 21. prosince 1946 Praha) je český country-folkový muzikant, jeden ze zakladatelů kapely Rangers, kde hrál zejména na banjo. Jako jediný z původních členů v kapele stále působí.

## Životopis
Jeho rodiče pocházeli z moravské Hané, ale on sám už se narodil a vyrostl v Praze. Jeho otcem je atlet Miroslav Řihošek.   
Od dětství se znal s Janem Vančurou, s nímž na střední škole založil bigbítovou kapelu Vulkán (známou i jako „Řihoš-Vanč Beat“), jejímž členem byl např. i Jan Hammer. Roku 1964 byli Řihošek i Vančura pozváni do začínající country-westernové kapely Hillbilly Western, záhy nato přejmenované na The Rangers. Řihošek se stal jedním z kmenových členů kapely, která se stala velmi populární a fungovala úspěšně i přes období normalizace, pouze se tehdy musela přejmenovat na „Plavce“. Opakovaně jezdili i na zahraniční zájezdy, často do Jižní Ameriky.  
Poté, co někteří jeho spoluhráči zemřeli nebo odešli, zůstal Mirek Řihošek jediným zakládajícím členem, který v Rangers zůstal. Díky tomu (a dohodě s dědici Milana Dufka) je také držitelem ochranné známky oprávněným nazývat svou kapelu „Rangers“, zatímco někteří bývalí členové (Vančura, Veisser, Podjukl) vedou jiné kapely s podobnými názvy (Plavci, New Rangers, Rangers Band). Od roku 2013 vystupovali Řihoškovi Rangers ve složení Mirek Řihošek (banjo, kytara), Iva Hajnová (zpěv), Max Presser (multiinstrumentalista), Karel Macálka (kytary) a Franta Goliš Drápal (kontrabas).
V 70. a 80. letech se Řihošek coby člen Rangers objevil v několika televizních pořadech a filmech. Roku 2007 vystoupil v televizním cyklu Příběhy slavných v epizodě Promovaní chalupáři, věnované vzpomínce na zesnulé kamarády z Rangers Tondu Hájka a Milana Dufka.
Je absolventem stavební fakulty ČVUT. Mezi jeho koníčky patří automobilové závodění.